# Patrick Makau Musyoki
Patrick Makau Musyoki, född 2 mars 1985 i Manyanzwani, Östprovinsen, är en kenyansk långdistanslöpare. Hans tid 2:03:38 från Berlin Marathon 2011 var när det sattes världsrekord. Med 58:52 har han dessutom den tredje snabbaste tiden över halvmaraton genom tiderna efter världsrekorhållaren Zersenay Tadese och Samuel Wanjiru.

### Fotnoter
1. ↑  Marathon All Time. IAAF
2. ↑  Half Marathon All Time. IAAF